# Bing Crosby Sings Song Hits from The King and I
Bing Crosby Sings Song Hits from The King and I – minialbum muzyczny piosenkarza Binga Crosby’ego wydany przez wytwórnię Decca Records w 1953 roku. Dwa utwory zaprezentowane na tym albumie zostały nagrane w 1951 roku, a dwa kolejne w 1953.

## Lista utworów
| Nr | Rok nagrania | Tytuł                  |
| A1 | 1953         | I Whistle A Happy Tune |
| A2 | 1953         | Getting To Know You    |
| B1 | 1951         | Hello Young Lovers     |
| B2 | 1951         | Something Wonderful    |